# Olivia Delcán
Olivia Delcán Román (Menorca, Islas Baleares; 29 de mayo de 1992) es una actriz y dramaturga española.

## Biografía
Criada en un ambiente familiar artístico, vivió sobre todo en Menorca pero también en Los Ángeles de pequeña, en Nueva York donde estudió arte dramático tres años, y en Madrid.
Su debut en la película Isla bonita (2015) al lado de Fernando Colomo (que también dirigía la película) y de su madre, la escultora menorquina Nuria Román, le valió premios a mejor actriz revelación en  el Festival Solidario de Cine Español de Cáceres y los Premios Turia.
Es principalmente conocida por interpretar a Bambi en la serie de televisión Vis a vis, a Vicky López en Brigada Costa del Sol y a la Hermana Camila en  Warrior Nun.
Escribió una obra teatral, About Last Night, que se estrenó en el Corral de Comedias de Alcalá de Henares en mayo de 2019 y se representó aquel año en el Café Berlín de Madrid.

## Filmografía

### Cine
| Año  | Título                           | Papel    | Notas        |
| ---- | -------------------------------- | -------- | ------------ |
| 2015 | Criaturas de la Tierra           | Marisa   | Cortometraje |
| 2015 | Lejos del mar                    | Anabel   |              |
| 2015 | Isla bonita                      | Olivia   |              |
| 2015 | Los últimos días del cine        | Sol      | Cortometraje |
| 2017 | Yerbabuena                       | Julia    | Cortometraje |
| 2017 | El Vestido                       | Anabel   | Cortometraje |
| 2018 | Los inocentes                    |          | Cortometraje |
| 2019 | Arenal                           |          | Cortometraje |
| 2019 | Ráfagas de vida salvaje          | Tía      | Cortometraje |
| 2020 | Cometa de Eva                    | Hija     | Cortometraje |
| 2020 | Los inocentes                    |          |              |
| 2021 | Josefina                         | Josefina |              |
| 2021 | Está amaneciendo                 |          | Cortometraje |
| 2024 | El cuento de una noche de verano | Inés     | Cortometraje |

### Televisión
| Año       | Título                | Papel          | Notas           |
| --------- | --------------------- | -------------- | --------------- |
| 2016      | Vis a vis             | Bambi          | 9 episodios     |
| 2019      | Brigada Costa del Sol | Vicky López    | 13 episodios    |
| 2020-2022 | Warrior Nun           | Hermana Camila | Papel principal |
| 2021      | Doctor Portuondo      | Estela         | 6 episodios     |

## Premios y nominaciones
| Año  | Premio                                        | Categoría                       | Trabajo nominado | Resultado | Ref.        |
| ---- | --------------------------------------------- | ------------------------------- | ---------------- | --------- | ----------- |
| 2015 | Festival Solidario de Cine Español de Cáceres | Premio Revelación               | Isla bonita      | Ganadora  | [ 6 ]       |
| 2016 | Círculo de Escritores Cinematográficos        | Premios CEC - Revelación        | Isla bonita      | Nominada  | [ 7 ] [ 8 ] |
| 2016 | Premios Días de Cine                          | Mejor Actriz en Lengua Española | Isla bonita      | Nominada  | [ 8 ]       |
| 2016 | Premios Turia                                 | Mejor Actriz Revelación         | Isla bonita      | Ganadora  | [ 8 ]       |
| 2017 | Festival de Cine de Giffoni                   | Mejor Actriz (Cortometraje)     | El Vestido       | Ganadora  | [ 9 ]       |